# Toshiyuki Kamioka
Toshiyuki Kamioka (Kazuyoshi Akiyama?, 上岡 敏之, Kamioka Toshiyuki; Tokyo, 20 settembre 1960) è un direttore d'orchestra e pianista giapponese, che vive e lavora soprattutto in Germania dal 1984.

## Carriera
Nato a Tokyo, Toshiyuki Kamioka ha studiato dal 1979 al 1983 direzione orchestrale, composizione, pianoforte e violino all'Università Nazionale di Tokyo di Belle Arti e Musica, dove gli è stato assegnato il premio Ataka nel 1982. Una borsa di studio del Rotary International gli ha permesso di continuare i suoi studi presso la Hochschule für Musik und Theater di Amburgo con Klauspeter Seibel.
Dopo alcuni incarichi a Kiel e al Teatro Aalto di Essen Kamioka fu nominato Generalmusikdirektor al Hessisches Staatstheater Wiesbaden nel 1996, dove ha lavorato fino al 2004. Dal 1998 al 2006 è stato anche Generalmusikdirektor della Nordwestdeutsche Philharmonie di Herford. Nel gennaio 2000 li ha diretti nella Sinfonia n. 7 (Angelo della Luce), di Einojuhani Rautavaara a Detmold, Paderborn, Herford, Bad Salzuflen e Minden.
Dal 2004 Kamioka è stato Generalmusikdirektor di Wuppertal, a partire dal 2012 anche direttore della Opernhaus Wuppertal, e professore di direzione orchestrale presso la Hochschule für Musik Saar a Saarbrücken. Dal 2009 è stato anche Generalmusikdirektor al Saarländisches Staatstheater.
Kamioka ha diretto come ospite la NHK Symphony Orchestra, la Bamberg Symphony e le orchestre radiofoniche tedesche.
Nel 2010 è stato insignito del "Premio Von der Heydt" della città di Wuppertal come direttore dell'Orchestra Sinfonica di Wuppertal.